# Katie Parker
Katie Parker, née le 5 janvier 1986 à Virginia, est une actrice américaine connue principalement pour son interprétation de Callie dans le film Absentia (film), de Poppy Hill dans la série The Haunting of Hill House et de Perdita Willoughby dans The Haunting of Bly Manor,.

## Biographie
Parker est né à Herndon, Virginia. Fille de David Parker et Pamela Parker. Elle a deux frères ainés, Nat et Wallace, et un petit frère, Danny Parker (en), compositeur et chanteur dans le groupe californien Model Child,,.
Katie Parker habite actuellement à Los Angeles (Californie).

## Carrière
Parker a commencé sa carrière d'actrice par une petite apparition dans la série The Young and the Restless en 2008.
En 2011, elle a interprété le personnage de Callie dans le film Absentia, dirigée par Mike Flanagan. La même anée, elle a participé à la série The Therapist ou elle joue le personnage d'Amber McGowan et s'a uni au elenco du film The Family, dans lequel elle joue Ruby.
En 2013, elle a joué le rôle principal de This Is Ellen, un court métrage de John Salcido et a joué un petit rôle dans le film Oculus : le miroir du mal, écrite et dirigée par Mike Flanagan, aussi bien qu'Annie.
En 2014, Parker a participé à divers courts métrages, dont L'agonie Pardonné de Tori Pope, The Tokyo Princess dirigé par Travis Greene et Daryl Perle, Payez des impôts de John Salcido, et Entity de Michael Mai. La même année, elle a joué dans deux épisodes de la série Masters of Sex, où elle interprète  Bernadette.
En 2015, elle est apparue dans l'épisode Rock-à-Bye-Baby de la série de télévision NCIS : Nouvelle-Orléans, ainsi que dans l'épisode Kali de la série Halt and Catch Fire. La même année, elle participe à quelques courts métrages, comme Sleepwalker, écrit et dirigé par Clavin Weaber ; Conventional, écrit, dirigé et joué le rôle principal par Karen Gillan ; Woke Up Famous de Giles Clarke et Move Me dirigée par Gabe Crate (arz).
En 2016, elle apparait dans deux épisodes de la série télévisée Rizzoli & Isles. La même année, elle tourne dans le film The Binding dirigée par Gus Krieger, et dans le film d'action The Last Alleycat dirigé par Greg Runnels et Mark Runnels. Elle apparait aussi dans les courts métrages The Gate dirigé par Kellie Madison (en), What's in the box? De Ross Ferguson, et Jon & The Wolf de Ryan Maples.
En 2017, elle joue le rôle principal dans les courts métrages Night of Natalie, écrit et dirigé par Tori Pope et The Sous Long Song, écrit et dirigé par Maria Emiko Macuaga.
En 2018, elle participe au film All The Creatures Were Stirring dirigée par David Ian McKendry et son épouse Rebecah McKendry (en). La même année, elle joue dans la série The Haunting of Hill House, où elle interprète Poppy Hill. La série a été produite par Netflix et dirigée par Mike Flanagan et a été basée sur le roman éponyme de l'autrice américaine Shirley Jackson. Elle apparait aussi dans la mini-série Ride Sech créée par Kim Noonan et John Salcido.
En 2019, elle est choisie pour interpréter Silent Sarey dans le film Doctor Sleep, dirigée par Mike Flanagan, adaptation du roman éponyme de l'écrivain américain Stephen King. Et elle joue le rôle principal du court métrage The Ré-Education of Jane Brown, dirigé par M.K. McGehee.
En 2020, elle apparait dans  le film Like a Boss dirigée par Miguel Arteta. La même année, elle interprète Perdita Willoughby dans la série The Haunting of Bly Manor.
En janvier du 2021, elle est la guest-star de l'épisode "The Accidentel Patient" de la série de FOX, The Resident. En mars de la même année, elle rejoint le cast principal de la nouvelle série de science fiction de DUST, ALT.
En juin 2022, elle fait partie des acteurs principaux du film de science-fiction et comédie dramatique Next Exit, écrit et dirigé par Mali Elfman, au côté de Rahul Kohli, Rose McIver, Karen Gillan, Tongayi Chirisa et Diva Zappa.
Collaboratrice récurrente du réalisateur Mike Flanagan, elle apparaît en 2022 dans trois épisodes de The Midnight Club et en 2023 dans La Chute de la maison Usher, deux séries qu'il réalise pour Netflix.

## Filmographie

### Cinéma

#### Longs métrages
- 2011 : Absentia de Mike Flanagan : Callie
- 2011 : The Family Joe Hollow et Wolfgang Meyer : Rubi
- 2013 : The Mirror (Oculus) de Mike Flanagan : Annie
- 2016 : The Binding de Gus Krieger : Sam
- 2016 : The Last Alleycat de Greg Runnels et Mark Runnels : Petra
- 2019 : Doctor Sleep de Mike Flanagan : Silent Sarey
- 2020 : Lady Business (Like A Boss) de Miguel Arteta : La réceptionniste
- 2022 : Next Exit de Mali Elfman : Rose
- 2022 : Angry Neighbors de Warren Brock : Kathy Polite

#### Courts métrages
- 2013 : This is Ellen de John Salcido : Ellen
- 2014 : Tribute de John Salcido : Katie
- 2014 : Entity de Michael May : Sara
- 2014 : The Tokyo Princess Travis Greene et Daryl Perle : La prostituée
- 2014 : L'agonie Pardonné de Tori Pope
- 2015 : Sleepwalker de Calvin Weaver : Sam
- 2015 : Woke Up Famous de Giles Clarke : Allie Davenport / Kitty Stonewaller
- 2015 : Move Me de Gabe Crate : Taryn
- 2015 : Conventional de Karen Gillan : Une fan d'Emma
- 2016 : The Gate de Kellie Madison : Kate Weston
- 2016 : What's in the box? de Ross Ferguson : Maddie
- 2016 : Jon & The Wolf de Ryan Maples : Michelle Baron
- 2017 : Night of Natalie de Tori Pope : Natalie
- 2017 : The So Long Song d'Emi Macuaga : Molly
- 2019 : The Re-Education of Jane Brown de M.K. McGehee : Jane Brown
- 2020 : Nice Ride de Rose McIver : Emma

#### Séries télévisées
- 2008 : Les Feux de l'amour (The Young and the Restless) : Une serveuse
- 2011 : The Therapist : Amber McGowan
- 2014 : Masters of Sex : Bernadette
- 2015 : NCIS : Nouvelle-Orléans (NCIS: New Orleans) : Anne Burke
- 2015 : Halt and Catch Fire : Amy
- 2016 : Rizzoli and Isles : Nicole
- 2018 : The Haunting of Hill House : Poppy Hill
- 2018 : Ride Sesh : Katie
- 2020 : The Haunting of Bly Manor : Perdita Willoughby
- 2020 : Alt : Valerie Mayfield
- 2021 : The Resident : Eva Wolman
- 2022 : The Midnight Club : Aceso
- 2023 : La Chute de la maison Usher (The Fall of the House of Usher) : Annabel Lee

## Distinctions
Sauf indication contraire, les informations mentionnées dans cette section peuvent être confirmées par la base de données cinématographiques IMDb,  présente dans la section « Liens externes ».

### Récompenses
- 2011 : Tablord Witch Award de la meilleure actrice : partagé avec Courtney Bell pour Absentia
- 2016 : FilmQuest Award de la meilleure actrice dans un second rôle dans un court métrage : Taryn dans Move Me
- 2019 : Bloodstained Indie Film Festival Award de la meilleure actrice : Jane Brown dans The Re-Education of Jane Brown
- 2019 : Independent Horror Movie Awards Winter Award de la meilleure actrice : Jane Brown dans The Re-Education of Jane Brown
- 2020 : Diabolical Horror Film Festival Prize de la meiloleure actrice : Jane Brown dans The Re-Education of Jane Brown
- 2020 : Hollywood Blood Horror Festival February Award : partagé avec Alexandra Henrikson et Mark Huber pour The Re-Education of Jane Brown
- 2020 : Queen Palm International Film Festival Third Quarter Technical & Performance Award de la meilleure actrice : Jane Brown dans The Re-Education of Jane Brown

### Nominations
- 2016 : Santa Monica Film Festival Jury Prize de la meilleure actrice : Taryn dans Move Me